# Zdravko Krivokapić
Zdravko Krivokapić (în sârbă Здравко Кривокапић; n. 2 septembrie 1958, Nikšić, RFP Iugoslavia⁠(d)) este un politician muntenegrean, inginer și profesor universitar, profesor, membru al Parlamentului muntenegrean, lider al coaliției „Za budućnost Crne Gore”.

## Curriculum vitae
În 1981 a absolvit Facultatea de Inginerie Mecanică a Universității din Muntenegru . A studiat apoi la studii postuniversitare la Universitatea din Belgrad, în 1993 a obținut un doctorat la Universitatea din Podgorița. Asociat profesional cu Universitatea din Muntenegru, a fost promovat profesor la Facultatea de Inginerie Mecanică a acestei universități. Autor de cărți, manuale academice și articole științifice. Membru al comisiilor de programe ale mai multor reviste științifice.
În 2020, a fost unul dintre fondatori și a preluat funcția de președinte al organizației „Ne damo Crnu Goru”, sprijinind Biserica Ortodoxă Sârbă din Muntenegru în timpul unui conflict legat de noile reglementări legale. În același an, a devenit liderul listei electorale a unei opoziții largi față de socialiștii de guvernământ din coaliția electorală „Za budućnost Crne Gore”, obținând un loc de deputat în alegeri.